# Негрень (Ботошань)
Негрень, Негрені (рум. Negreni) — село у повіті Ботошані в Румунії. Входить до складу комуни Штіубієнь.
Село розташоване на відстані 399 км на північ від Бухареста, 29 км на північ від Ботошань, 112 км на північний захід від Ясс.

## Населення
За даними перепису населення 2002 року у селі проживали 914 осіб, усі — румуни. Усі жителі села рідною мовою назвали румунську.